# Collegio uninominale Trentino-Alto Adige - 06 (Camera dei deputati)
Il collegio elettorale uninominale Trentino-Alto Adige/Südtirol - 06 è stato un collegio elettorale uninominale della Repubblica Italiana per l'elezione della Camera tra il 2017 ed il 2020. Il collegio è stato abrogato nel 2020 e il territorio suddiviso fra i collegi Trentino-Alto Adige/Südtirol - 01 e Trentino-Alto Adige/Südtirol - 02.

## Territorio
Come previsto dalla legge elettorale del 2017, il collegio era stato definito tramite decreto legislativo all'interno della circoscrizione Trentino-Alto Adige/Südtirol.
Era formato dal territorio di 55 comuni: Altopiano della Vigolana, Baselga di Piné, Bedollo, Bieno, Borgo Valsugana, Calceranica al Lago, Caldonazzo, Campitello di Fassa, Canal San Bovo, Canazei, Capriana, Carzano, Castel Ivano, Castello Tesino, Castello-Molina di Fiemme, Castelnuovo, Cavalese, Cinte Tesino, Civezzano, Fierozzo, Fornace, Frassilongo, Grigno, Imer, Lavarone, Levico Terme, Luserna, Mazzin, Mezzano, Moena, Novaledo, Ospedaletto, Palù del Fersina, Panchià, Pergine Valsugana, Pieve Tesino, Predazzo, Primiero San Martino di Castrozza, Roncegno Terme, Ronchi Valsugana, Sagron Mis, Samone, San Giovanni di Fassa, Sant'Orsola Terme, Scurelle, Soraga di Fassa, Telve, Telve di Sopra, Tenna, Tesero, Torcegno, Valfloriana, Vignola-Falesina, Ville di Fiemme, Ziano di Fiemme.
Il collegio era quindi interamente compreso nella provincia autonoma di Trento.
Il collegio era parte del collegio plurinominale Trentino-Alto Adige/Südtirol - 01.

## Eletti
| Elezione | Elezione    | Deputato         | Partito |
| -------- | ----------- | ---------------- | ------- |
|          | 2018        | Maurizio Fugatti | Lega    |
| 2019 (S) | Mauro Sutto |                  | Lega    |

## Dati elettorali

### XVIII legislatura
Come previsto dalla legge elettorale, 232 deputati erano eletti con sistema a maggioranza relativa in altrettanti collegi uninominali a turno unico.
| Candidati              | Candidati                  | Voti   | %     | Liste                    | Voti   | %     |
| ---------------------- | -------------------------- | ------ | ----- | ------------------------ | ------ | ----- |
|                        | Maurizio Fugatti ✔️ Eletto | 32 333 | 44,56 | Lega                     | 23 175 | 31,94 |
| Forza Italia           | Maurizio Fugatti ✔️ Eletto | 32 333 | 44,56 | 6 549                    | 9,03   |       |
| Fratelli d'Italia      | Maurizio Fugatti ✔️ Eletto | 32 333 | 44,56 | 2 241                    | 3,09   |       |
| Noi con l'Italia - UDC | Maurizio Fugatti ✔️ Eletto | 32 333 | 44,56 | 368                      | 0,51   |       |
|                        | Lorenzo Dellai             | 19 385 | 26,72 | Partito Democratico      | 10 795 | 14,88 |
| SVP-PATT               | Lorenzo Dellai             | 19 385 | 26,72 | 3 869                    | 5,33   |       |
| Civica Popolare        | Lorenzo Dellai             | 19 385 | 26,72 | 2 208                    | 3,04   |       |
| +Europa                | Lorenzo Dellai             | 19 385 | 26,72 | 2 108                    | 2,91   |       |
| Italia Europa Insieme  | Lorenzo Dellai             | 19 385 | 26,72 | 405                      | 0,56   |       |
|                        | Riccardo Fraccaro          | 16 674 | 22,98 | Movimento 5 Stelle       | 16 674 | 22,98 |
|                        | Antonella Valer            | 1 929  | 2,66  | Liberi e Uguali          | 1 929  | 2,66  |
|                        | Samira Stephan             | 717    | 0,99  | Potere al Popolo!        | 717    | 0,99  |
|                        | Jenny Cazzolli             | 691    | 0,95  | CasaPound                | 691    | 0,95  |
|                        | Damiano Cattarin           | 619    | 0,85  | Il Popolo della Famiglia | 619    | 0,85  |
|                        | Fikreta Pilipovic          | 212    | 0,29  | Partito Valore Umano     | 212    | 0,29  |
| Totale                 | Totale                     | 72 560 | 100   |                          | 72 560 | 100   |
|                        |                            |        |       |                          |        |       |
| Voti non validi        | Voti non validi            | 2 666  | 3,54  |                          |        |       |
| Votanti                | Votanti                    | 75 226 | 78,72 |                          |        |       |
| Elettori               | Elettori                   | 95 560 |       |                          |        |       |

### XVIII legislatura: elezioni suppletive
Il 9 gennaio 2019 Maurizio Fugatti, eletto nel suddetto collegio uninominale alle elezioni politiche del 4 marzo 2018, si dimise per incompatibilità dalla carica di deputato. Come previsto dalla legge elettorale vigente vennero indette elezioni suppletive, tenutesi il 26 maggio 2019, in concomitanza con le elezioni europee.
|                            | Mauro Sutto ✔️ Eletto | Lega Salvini Premier - Fratelli d'Italia - Forza Italia | 27 516  | 51,09 |  |  |  |  |  |
|                            | Cristina Donei        | Alleanza Democratica Autonomista                        | 19 386  | 35,99 |  |  |  |  |  |
|                            | Rosa Rizzi            | Movimento 5 Stelle                                      | 6 959   | 12,92 |  |  |  |  |  |
| Totale                     | Totale                | Totale                                                  | 53 861  | 100   |  |  |  |  |  |
|                            |                       |                                                         |         |       |  |  |  |  |  |
| Voti non validi            | Voti non validi       | Voti non validi                                         | 5 833   | 9,77  |  |  |  |  |  |
| Votanti                    | Votanti               | Votanti                                                 | 59 694  | 51,26 |  |  |  |  |  |
| Elettori                   | Elettori              | Elettori                                                | 116 453 |       |  |  |  |  |  |
|                            |                       |                                                         |         |       |  |  |  |  |  |
| Data: 26 maggio 2019       |                       |                                                         |         |       |  |  |  |  |  |
| Fonte: Camera dei deputati |                       |                                                         |         |       |  |  |  |  |  |